# Fadwa Sidi Madane
Fadwa Sidi Madane (arabisch فدوى سيدي مدان, DMG Fadwā Sīdī Madān; * 20. November 1994 in Midelt) ist eine ehemalige marokkanische Leichtathletin, die sich auf den Mittelstreckenlauf spezialisiert hat und auch im Hindernislauf an den Start geht.

## Sportliche Laufbahn
Erste internationale Erfahrungen sammelte Fadwa Sidi Madane bei den Crosslauf-Weltmeisterschaften 2011 in Punta Umbría, bei denen sie mit 20:56 min den 31. Platz im U20-Rennen belegte. Im Mai gelangte sie bei den Juniorenafrikameisterschaften in Gaborone mit 4:26,40 min auf den fünften Platz im 1500-Meter-Lauf. Anschließend startete sie über 2000 m Hindernis bei den Jugendweltmeisterschaften nahe Lille und gewann dort in 6:20,98 min die Silbermedaille. Im Oktober gewann sie dann bei den Arabischen Meisterschaften in al-Ain in 10:44,04 min die Silbermedaille über 3000 m Hindernis hinter ihrer Landsfrau Salima Elouali Alami. Bei den Crosslauf-Weltmeisterschaften 2013 in Bydgoszcz wurde sie in 19:17 min 15. im U20-Rennen und bei den Juniorenafrikameisterschaften in Réduit belegte sie in 10:53,87 min den fünften Platz über 3000 m Hindernis. 2015 gewann sie bei den Arabischen Meisterschaften in Manama in 10:05,56 min die Bronzemedaille hinter den Bahrainerinnen Ruth Jebet, Tigist Getent Mekonen. Im August startete sie bei den Weltmeisterschaften in Peking und klassierte sich dort mit 9:41,45 min im Finale auf dem 14. Platz. Im Jahr darauf kam sie bei den Afrikameisterschaften in Durban nicht ins Ziel und anschließend nahm sie an den Olympischen Sommerspielen in Rio de Janeiro teil und verpasste dort mit 9:32,94 min den Finaleinzug. 2017 belegte sie bei den Islamic Solidarity Games in Baku in 9:29,64 min den fünften Platz und anschließend siegte sie in 9:44,11 min bei den Spielen der Frankophonie in Abidjan. Daraufhin schied sie bei den Weltmeisterschaften in London mit 9:40,61 min in der Vorrunde aus. 2018 wurde sie bei den Mittelmeerspielen in Tarragona in 9:46,67 min Sechste. Anschließend beendete sie ihre aktive sportliche Karriere im Alter von 23 Jahren.
In den Jahren 2015 und 2016 wurde Sidi Madane marokkanische Meisterin im 1500-Meter-Lauf sowie 2015 über 3000 m Hindernis.

## Persönliche Bestleistungen
- 1500 Meter: 4:08,84 min, 29. Juni 2017 in Barcelona
- 3000 Meter: 9:11,59 min, 25. Mai 2016 in Dakar
  - 3000 Meter (Halle): 9:07,59 min, 9. Februar 2018 in Eaubonne
- 3000 m Hindernis: 9:23,99 min, 16. Juli 2017 in Rabat